# 使民放铸
使民放铸是汉文帝实施地一系列货币非国家化的措施。源于《汉书·食货志》：“除盗铸钱令，使民放铸”。后来被汉武帝取缔。
文景之治时期（前175年—前144年），因為劣质金属钱币（如泥质金饼）泛滥會带来通货膨胀，漢文帝為此实行了铸造钱币非国家化的政策。中央政府不发行货币，也不规定良币与劣币的交换比例，從而避免了劣币驱逐良币。具体措施為開放民間自由鑄幣，並且官府提供「法钱」（砝码）和「稱錢橫」(天平）作為標準。法錢为钱币形式和重量的标准，称钱衡为秤量钱币重量的工具，法钱面前，官家和百姓平等，让官民达成共识。開放民間鑄幣，但錢幣重量不得低于法钱，於是民间为了赚取鑄幣稅，所鑄錢幣重量就會達到標準，良币逐渐占上风，劣币被逐出钱币市场，使得物价稳定。历史考古学者证明，汉文帝实施“使民放铸”政策后，所铸造的四銖半兩是历史上金属货币成色最佳的。
香港經濟學家宋敘五认为，“文景時期因地方鑄幣而造成社會混亂，令武帝時不得不把鑄幣權收歸國家，從此成了中國貨幣發展的常態。”